# Вільчинська Зоя Володимирівна
Вільчинська Зоя Володимирівна (6 лютого 1954 р., м. Козятин, Козятинський район, Вінницька область) — історик, краєзнавець, архівіст та педагог. Член Національної спілки журналістів України (2009) та Національної спілки краєзнавців України.

## Біографія
Народилася Зоя Володимирівна 6 лютого 1954 року у м. Козятин Вінницької області у робітничій сім'ї. В 1961 році пішла в перший клас, а в 1971 році закінчила Козятинську загальноосвітню школу № 2. Після школи працювала старшою піонервожатою (1971–1974 рр.) в школах району. Потім була вихователем школи-інтернату (1974–1975 рр.). Заочно навчалась в Київському Державному університеті ім. Т. Г. Шевченка на історичному факультеті, який закінчила в 1979 році і отримала спеціальність — «історик, викладач історії та суспільствознавства».
В 1975 році була обрана звільненим секретарем комсомольської організації Козятинського залізничного училища.
З 1977 року перейшла на викладацьку роботу в училищі, почала займатись дослідженням історії рідного краю, де працювала по 1996 рік.
З 1996 по 2000 рік працювала заступником директора Козятинської середньої школи № 4. А з 2000 року, з утворенням міського управління освіти, займала посаду заступника управління.
З 2001 року, з організацією архівного відділу у м. Козятин, призначена начальником архівного відділу Козятинської міської ради, де й працює по даний час.
Член Національної спілки журналістів України. Член Національної спілки краєзнавців України.

## Краєзнавча та літературна діяльність
Зоя Володимирівна Вільчинська займається краєзнавчою та літературною діяльністю. Протягом багатьох років співробітничає із засобами масової інформації. Опублікувала в пресі більше ніж 150 дослідницьких статей з історії Козятинського краю. Підготовлене дослідницьке видання «Голодомор на Козятинській землі 1932–1933 років», «Адміністративно-територіальний устрій Козятинського району». Працює над дослідженням теми «Козятин — місто залізничників» (від історії виникнення до сьогодення), «Сталінські репресії на Козятинщині».

## Краєзнавчі праці
- Наша історія: адмін.-територ. устрій, сусп.-політ. історія Козятинщини в контексті історії України з найдавніших часів до сьогодення / З. Вільчинська. — Вінниця: Вінниц. картогр. ф-ка, 2013. — 912 с. : іл.
- Про це умовчували протягом десятиріч: [голод 1932–1933 рр. у Козятин. р-ні] / З. Вільчинська // RIA Козятин. — 2001. — 29 листоп. — С. 5.
- Козятин — місто залізничників: [історія залізничної станції Козятин] / З. Вільчинська // RIA Козятин. — 2005. — 9 черв. — С. 8.
- Парк-утопия або розповідь про нездійснений парковий комплекс місцевого значення: [про паркове буд-во у Козятині у післявоєн. роки] / З. Вільчинська // Вісн. Козятинщини. — 2005. — 17 лип.
- Безкровна війна: [про наслідки Голодомору 1932–1933 рр. у Козятин. р-ні] / З. Вільчинська // Вінниччина. — 2007. — 23 листоп. — С. 3.
- В знак високої пошани і вдячності: [про Почесних громадян міста, Героїв Рад. Союзу] / З. Вільчинська // RІА-Козятин. — 2009. — 7 трав. — С. 7.
- То коли ж звільнили Козятин? / З. Вільчинська // Вісн. Козятинщини. — 2009. — 26 берез. — С. 6.
- Героями не народжуються: [про двічі Героя Рад. Союзу І. Склярова] / З. Вільчинська // Вісн. Козятинщини. — 2009. — 16 лип. — С. 4.
- Перша згадка про Козятин — станцію / З. Вільчинська // RІА-Козятин. — 2009. — 9 лип. — С. 10.
- Стрімка розбудова міста у ХХ столітті: у 70-80-х роках минулого століття Козятин стрімко змінював своє обличчя / З. Вільчинська // RІА-Козятин. — 2009. — 9 лип. — С. 14.
- Руйнівний атеїзм проти пам'яток архітектури: історія козятин. церков / З. Вільчинська // RІА-Козятин. — 2009. — 9 лип. — С. 15.
- Медицина: рік 1948 : за арх. даними / З. Вільчинська // Вісн. Козятинщини. — 2009. — 18 черв. — С. 6.
- Сторінка історії міста — визволення Козятина / З. Вільчинська // RІА Козятин. — 2009. — 24 груд. — С. 13.
- Скільки героїв виплекала Козятинська земля? : [про Героїв Рад. Союзу Козятинщини] / З. Вільчинська // Вісн. Козятинщини. — 2010. — 22 квіт. — С. 5.
- Відродження… : [з історії Самгородоц. р-ну, нині частина Козятин. р-ну] / З. В. Вільчинська // Вісн. Козятинщини. — 2010. — 2 верес. — С. 6.
- «Віснику» — 80 : [історія Козятин. районки] / З. Вільчинська // Вісн. Козятинщини. — 2010. — 2 груд. — С. 4.
- Чорний біль: [про Чорнобильську катастрофу з докум. Козятин. міськ. архіву] / З. Вільчинська // Вісн. Козятинщини. — 2011. — 21 квіт. — С. 6.
- Друге відродження Козятинського вокзалу / З. Вільчинська // Вісн. Козятинщини. — 2011. — 30 черв. — С. 6.
- Козятинщина у 1941 році: екскурс в семидесятилітню історію / З. Вільчинська // Вісн. Козятинщини. — 2011. — 28 лип. — С. 6.
- Трагедія Козятинського «Бабиного яру» у спогадах очевидців та архівних документах / З. Вільчинська // RIA Козятин. — 2011. — 28 лип. — С. 7.
- Розкуркулення: одна з найтрагічніших сторінок історії — масові репресії на Козятинщині / З. Вільчинська // Вісн. Козятинщини. — 2011. — 15 верес. — С. 6.
- 20 років незалежності: погляд історика / З. Вільчинська // Вінниччина. — 2011. — 19 серп. — С. 7.
- Православні храми Козятинщини / З. Вільчинська // Вісн. Козятинщини. — 2011. — 4 серп. — С. 6.
- З історії Козятинської дирекції залізничних перевезень / З. Вільчинська // RIA Козятин. — 2011. — 3 листоп. — С. 6.
- До історії Білопільського та Самгородоцького районів / З. Вільчинська // Вісн. Козятинщини. — 2013. — 10 жовт. — С. 5.
- Фабрично-заводське училище. Історія, що відгукується болем / З. Вільчинська // Вісн. Козятинщини. — 2013. — 28 листоп. — С. 4.

## Відзнаки
1. Відмінник народної освіти;
2. Вчитель — методист;
3. Нагороджена знаком «За сприяння розвитку Південно — Західної залізниці», як позаштатний кореспондент газети «Робоче Слово»;
4. Почесна грамота та пам'ятний знак Кабінету міністрів України (за серію дослідницьких матеріалів про голодомор в Україні, частина котрих була опублікована в ЗМІ);
5. Грамоти Вінницької обласної ради та облдержадміністрації.